# Рок Марк Крістіан Каборе
Рок Марк Крістіан Каборе́ (фр. Roch Marc Christian Kaboré; нар. 25 квітня 1957, Уагадугу, Кадіого, Центральна область, Верхня Вольта) — державний діяч Буркіна-Фасо, прем'єр-міністр Буркіна-Фасо з 20 березня 1994 року по 6 лютого 1996 року, президент Національної асамблеї Буркіна-Фасо з 5 червня 2002 року — 28 грудня 2012 року, президент Буркіна-Фасо з 29 грудня 2015 року. Скинутий унаслідок державного перевороту в Буркіна-Фасо 24 січня 2022 року.

## Біографія

### Ранні роки
Каборе народився в Уагадугу, столиці Буркіна-Фасо. 1975 року здобув середню освіту, що дозволило йому вступити до університету.
Закінчив університет в Діжоні, Франція. 1979 року отримав ступінь бакалавра. Після закінчення навчання повернувся на батьківщину.

### Кар'єра
Каборе працював у Міжнародному банку Буркіна-Фасо. 1984, у віці 27 років, став генеральним директором банку, цей пост займав упродовж п'яти наступних років.
В уряді Буркіна-Фасо займав пости прем'єр-міністра, спеціального представника президента, а також був депутатом Національної асамблеї країни.
Коли 1996 року було створено партію Конгрес за демократію і прогрес, Каборе пішов з посту прем'єр-міністра та зайняв пост віцепрезидента в урядовій партії.
6 червня 2002 року його було обрано на пост голови Національної асамблеї Буркіна-Фасо.
| Посада                             | Термін                           |
| ---------------------------------- | -------------------------------- |
| Міністр транспорту і зв'язку       | 21 вересня 1989                  |
| Державний міністр                  | 16 лютого 1992                   |
| Член парламенту                    | 24 травня 1992                   |
| Міністр фінансів та планування     | 19 червня 1992 — 3 вересня 1993  |
| Державний міністр                  | 3 вересня 1993 — 20 березня 1994 |
| Прем'єр-міністр                    | 20 березня 1994                  |
| Спеціальний представник президента | лютий 1996 — червень 1997        |
| Депутат Національної асамблеї      | 11 травня 1997                   |
| Голова Національної асамблеї       | 6 червня 2002                    |
| Голова партії КДП                  | серпень 2003                     |